# Az ajánlat (film, 2005)
Az ajánlat (eredeti cím: The Proposition) 2005-ben bemutatott ausztrál-brit westernfilm, amelyet John Hillcoat rendezett.
Ősbemutatója Kanadában volt a Torontói Nemzetközi Filmfesztiválon 2005. szeptember 12-én. Ausztráliában 2005. szeptember 24-én mutatták be Wintonban, az Egyesült Királyságban 2005. október 26-án a Londoni Filmfesztiválon, Magyarországon pedig 2008. október 9-én.
A főszerepben Ray Winstone és Guy Pearce látható. A film a 2006-os Velencei Nemzetközi Filmfesztiválon Gucci díjat nyert, amit a legjobb szkript megírójának ítélnek oda, jelen esetben Nick Cave-nek.

## Rövid összefoglaló
A Burns testvérek messzi földön híres banditák, a rendőrök nagy erőket mozgósítanak az elfogásuk érdekében. Sikerül is kézre keríteniük két testvért, de Arthur Burns, a bandavezér még szabadon éli az életét. Stanley kapitány ezért tesz egy ajánlatot az egyik elfogott testvérnek: Hozza el Atrhur fejét, vagy megölik őt is és a másik elfogott testvért is.

## Szereplők
| Szerep            | Színész        | Magyar hang     |
| ----------------- | -------------- | --------------- |
| Charlie Burns     | Guy Pearce     | Széles Tamás    |
| Stanley kapitány  | Ray Winstone   | Besenczi Árpád  |
| Martha Stanley    | Emily Watson   | Nyírő Beáta     |
| Arthur Burns      | Danny Huston   | Kőszegi Ákos    |
| Eden Fletcher     | David Wenham   | Viczián Ottó    |
| Jellon Lamb       | John Hurt      | Galkó Balázs    |
| Samuel Stoat      | Tom Budge      | Markovics Tamás |
| Lawrence őrmester | Robert Morgan  | Kapácsy Miklós  |
| Mike Burns        | Richard Wilson | Seder Gábor     |
| Dunn tizedes      | Bryan Probets  | Katona Zoltán   |